# Kastórnoye
Kastórnoye (ruso: Касто́рное) es un asentamiento de tipo urbano de Rusia, capital del raión homónimo en la óblast de Kursk.
En 2021, el asentamiento tenía una población de 3461 habitantes. En su territorio no hay pedanías.
Se ubica unos 70 km al noroeste de Vorónezh. Junto con los vecinos asentamientos de tipo urbano de Novokastórnoye y Olymski, ambos ubicados 3 km al sur, y junto con varias localidades rurales del entorno, forma una conurbación de unos ocho mil habitantes, en la que vive más de la mitad de la población del raión. Por esta conurbación fluye el río Olym.

## Historia
Se conoce la existencia del asentamiento en documentos desde 1590. Surgió como una fortaleza contra las razias tártaras, que aprovechaba la defensa natural que facilitaba la pronunciada curva del río Olym. En el Imperio ruso era un pueblo de realengo habitado por cosacos, en el uyezd de Zemliansk de la gobernación de Vorónezh. La Unión Soviética le dio el estatus de capital distrital en 1928, al definirse los raiones de la óblast de Chernozem Central. En 1934 rompió su vínculo histórico con Vorónezh y pasó a formar parte de la óblast de Kursk. En 1959 adoptó el estatus de asentamiento de tipo urbano.